# Carmen de la Legua Reynoso
Carmen de la Legua Reynoso is een district in de provincie Callao in de gelijknamige regio van Peru.

## Geografie
Carmen de la Legua Reynoso heeft een oppervlakte van 2 km² en heeft 40.000 inwoners (2017). Het grenst in het (noord)westen en zuiden aan het district Callao en in het noorden en oosten aan de provincie Lima.

## Bestuurlijke indeling
De provincie Callao waarin het district is gelegen maakt integraal deel uit van de metropool Lima Metropolitana. 
Bellavista · Callao · Carmen de la Legua Reynoso · La Perla · La Punta · Ventanilla